# George Horace Gallup
George Horace Gallup (født 18. november 1901, død 26. juli 1984) var en amerikansk statistiker, der konstruerede Gallup-undersøgelsen, en ofte anvendt statistisk indsamlingsmetode til at måle den offentlige mening med.
I 1958 samlede Gallup alle sine opinionsundersøgelsesaktiviteter i, hvad der blev kendt som The Gallup Organization.
Han døde af et hjertestop i Schweiz. Han er begravet på Princetons kirkegård.